# Rożyska
Rożyska, (ukr. Рожиськ) – wieś na Ukrainie w obwodzie tarnopolskim, w rejonie tarnopolskim.
Do 2020 w rejonie podwołoczyskim.
W II Rzeczypospolitej wieś w powiecie skałackim województwa tarnopolskiego. Stacjonowały tu jednostki graniczne Wojska Polskiego: we wrześniu 1921 w Rożyskach wystawiła placówkę 4 kompania 23 batalionu celnego, a w październiku 1922 stacjonował sztab 2 kompanii 38 batalionu celnego. Po 1924 w miejscowości stacjonowała strażnica KOP „Rożyska”.
W 1939 r. wieś liczyła 1300 mieszkańców, z których 20% stanowili Polacy. W 1944 nacjonaliści ukraińscy z OUN - UPA zamordowali tutaj 8 Polaków i 1 Ukraińca za udzielanie pomocy Polakom.
Do 2020 w rejonie podwołoczyskim.

## Urodzeni
- Leszek Barg
- Kazimierz Rozwadowski
- Kazimierz Grocholski
- Marian Krzykowski